# Матеи, Николетта
Николетта Матеи (рум. Nicoleta Matei), известная также как Нико (Nico) (род. 1 февраля 1970) — румынская певица. Её голос считается одним из лучших женских голосов Румынии.

## Биография
Родилась в 1970 в г. Плоешти. Николетта начала петь ещё с раннего детства. В 1990 поступила в «The Popular Art School». После окончания его в 1996 певица участвовала во многих известных румынских песенных конкурсах, неоднократно становилась их призёром. В основном известна благодаря сотрудничеству с популярными румынскими хип-хоп-коллективами, какими как «Morometzii», «Carbon», «La Familia» и др. В 2004 году завоевала Большой золотой приз на музыкальном фестивале «Азия Дауысы» (Голос Азии) в Казахстане.

### Евровидение 2008
В 2008 исполнительница в дуэте с Владом Мирицой стала победительницей румынского национального отборочного конкурса, по итогам которого ежегодно избирается участник от Румынии на конкурс песни Евровидение. На конкурсе дуэт исполнил песню «Pe-o margine de lume» на двух языках — итальянском и румынском. В первом полуфинале румынские конкурсанты получили достаточно высокий балл для попадания в финал конкурса. Однако выступление в финале оказалось малоудачным — с результатом 45 баллов дуэт финишировал только двадцатым.

## Дискография

### Альбомы
- Gand Pentru Ei (2003)
- Asa Cum Vrei (2005)
- Cast Away (2007)
- Love Mail (2010)
- Motive (2016)

### Синглы
- Nu Pot sa Mai Suport (feat. Cabron)
- Vocea Inimii
- Asa Cum Vrei (98-е место в Romanian Top 100)
- Cast Away
- Dulce Amaruie
- Pe-o Margine De Lume (24-е место в Romanian Top 100)
- Disco Maniacs
- Love Mail (3-е место в Romanian Top 100)
- Poate Undeva
- Mai Da-Mi O Sansa
- 100 De Zile
- 9 (feat. F.Charm)
- Clipe (feat. Shobby)
- Alt Inceput (feat. Sonny Flame)
- In Locul Tau
- (Sa-mi Dai) Motive
- Indestructibili
- A Little Late